# Manuel Casesnoves Soldevila
Manuel Casesnoves Soldevila és un farmacèutic i polític xativí, fill del farmacèutic Manuel Casesnoves Soler i d'Adela Soldevila Galiana, tots dos actualment en procés de beatificació. Fou empresonat durant el franquisme per les seves idees polítiques i milità al Partit Socialista del País Valencià, partit amb què fou escollit alcalde de Xàtiva en les eleccions municipals democràtiques del 1979, les primeres després de l'aprovació de la Constitució del 78.